# José Riço Direitinho
José Riço Direitinho (Lisboa, julho de 1965) é um escritor português, graduado em Agronomia, nas cadeiras de Economia agrária e Sociologia rural. Com o seu estilo nostálgico e visceral, conquistou seu lugar no círculo literário português. 

## Vida e carreira

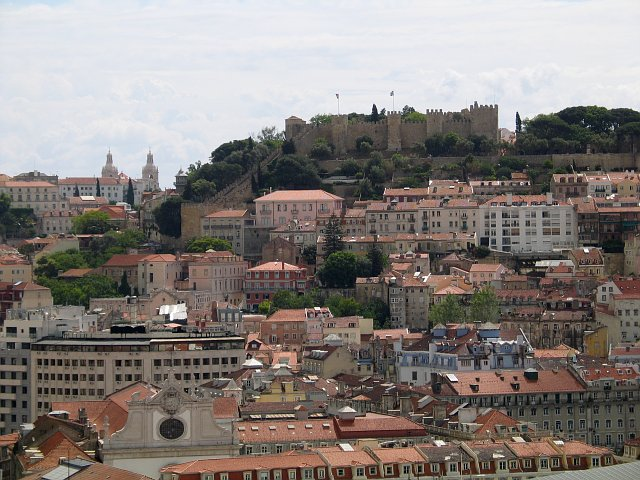
Lisboa, cidade natal de Riço Direitinho.

Entre os anos de 1985 e 1991, iniciou as suas publicações contribuindo com artigos para o Suplemento para jovens escritores do Diário de Notícias. Contudo, a sua estreia no mundo literário através de uma publicação de vulto veio com a obra A casa do fim, lançada em 1992, seguida de perto pelos romances Breviário das más inclinações, em 1994, e Relógio do cárcere, em 1997.
Em 1999, na Bienal do Livro do Rio de Janeiro, Direitinho foi o único autor a representar seu país, o qual foi homenageado no evento, demonstrando o prestígio que já possuía como escritor. Neste mesmo ano, consegue uma bolsa de estudos do Berliner Künstlerprogramm e segue para Berlim, onde permanece até 2000. Lá, começa a trabalhar na sua próxima obra, Histórias com cidades, lançada em 2001.
No ano de 2004, esteve na Ledig House, uma residência para escritores de todo o mundo, situada na cidade de Omi, Nova Iorque, onde iniciou o seu livro de contos Um sorriso inesperado, sendo publicado em 2005. Talvez essa experiência tenha inspirado Direitinho, pois a Ledig House localiza-se no vale do rio Hudson, um local afastado, com natureza abundante, o que combina com seu estilo literário.

## Estilo
Direitinho pertence à nova geração de escritores portugueses, distanciada da ditadura que assolou o país durante décadas até 1974, e o seu estilo é considerado nostálgico, retratando, a partir de uma narrativa realista, a decadência da sociedade rural do seu país. A sua obra é considerada uma das mais importantes da nova geração de escritores europeus. Os seus livros já foram traduzidos para vários idiomas, imprimindo mais força e viço à sua literatura.
Alguns dos seus livros receberam prémios importantes como o Breviário das más inclinações, Prêmio Ramón Gómez de la Senra, e o Relógio do cárcere, Prêmio Villa de Madrid.

## Obras
- A casa do fim, 1992
- Breviário das más inclinações, 1994
- Relógio do cárcere, 1997
- Histórias com cidades, 2001
- Um sorriso inesperado, 2005
- O escuro que te ilumina, maio 2018